# Ozodicera panamensis
Ozodicera panamensis är en tvåvingeart som beskrevs av Alexander 1922. Ozodicera panamensis ingår i släktet Ozodicera och familjen storharkrankar.
Artens utbredningsområde är Panama. Inga underarter finns listade i Catalogue of Life.